# Świtały
Świtały (deutsch Marienfelde) ist ein Dorf in der polnischen Woiwodschaft Pommern und gehört zur Landgemeinde Damnica (Hebrondamnitz) im Powiat Słupski (Kreis Stolp).
Świtały liegt nordöstlich der Kreisstadt Słupsk (Stolp) an einer Nebenstraße, die von Łojewo (Lojow) nach Jeziorka (Gesorke, 1938–45 Kleinwasser) verläuft. Im Ort endet außerdem eine Straße, die in Dąbrówka (Damerkow) ihren Anfang nimmt. Bahnanschluss besteht über Damnica (Hebrondamnitz), das in neun Kilometer Entfernung an der PKP-Staatsbahnlinie 202 von Stargard nach Danzig liegt.
Das heutige Świtały und frühere Marienfelde in der Gemeinde Lojow – nicht zu verwechseln mit einem weiteren Dorf gleichen Namens im ehemaligen Landkreis Stolp: Marienfelde (polnisch: Sławęcino) in der Gemeinde Neu Damerow (polnisch: Nowa Dąbrowa), das heute aber nicht mehr existiert – ist als Vorwerk zu Lojow (heute polnisch: Łojewo) gegründet worden und in seiner Geschichte mit der dieser Gemeinde aufs Engste verbunden. Im Jahre 1938 hatte das 785 Hektar große Rittergut Lojow mit dem Vorwerk Marienfelde 627 Hektar Ackerland, 67 Hektar Wiesen, 68 Hektar Wald, 8 Hektar Unland, Hofraum und Wege sowie eine Wasserfläche von 15 Hektar.
Als Ortschaft der Gemeinde Lojow gehörte Marienfelde bis 1945 zum Amts- und Standesamtsbezirk Bewersdorf (Bobrowniki) im Landkreis Stolp im Regierungsbezirk Köslin der preußischen Provinz Pommern.
Seit 1945 ist der dann Świtały genannte Ort polnisch und heute ein Teil der Gmina Damnica im Powiat Słupski in der Woiwodschaft Pommern (1975 bis 1998 Woiwodschaft Słupsk). Świtały hat hier den Status eines Schulzenamts, in das auch das Dorf Jeziorka eingegliedert ist.
Kirchlich war Marienfelde und ist Świtały heute mit Damno (Dammen) verbunden: seinerzeit als Ort des evangelischen Kirchspiels, das zum Kirchenkreis Stolp-Altstadt in der Kirchenprovinz Pommern der Kirche der Altpreußischen Union gehörte, jetzt aber als Teil der katholischen Pfarrei, die dem Dekanat Główczyce (Glowitz) im  Bistum Pelplin der Katholischen Kirche in Polen eingegliedert ist. Evangelischerseits ist Świtały jetzt in die Kreuzkirchengemeinde in Słupsk eingepfarrt, die zur Diözese Pommern-Großpolen der Evangelisch-Augsburgischen Kirche in Polen gehört.
Schulort der Marienfelder Kinder war vor 1945 Lojow.